# Brisinga alberti
Brisinga alberti är en sjöstjärneart som beskrevs av Fisher 1907. Brisinga alberti ingår i släktet Brisinga och familjen Brisingidae. Inga underarter finns listade i Catalogue of Life.